# Корольков, Николай Петрович
Николай Петрович Корольков (23 марта [5 апреля] 1911, Шубинка, Аткарский уезд, Саратовская губерния, Российская империя — 7 июня 1988, Калининск, Саратовская область) — командир отделения роты противотанковых ружей 79-го отдельного гвардейского истребительно-противотанкового дивизиона, гвардии старшина — на момент представления к награждению орденом Славы 1-й степени.

## Биография
Родился 23 марта 1911 года в деревне Шубинка (ныне — Калининского района Саратовской области). Член ВКП/КПСС с 1942 года. Окончил начальную школу. Работал в колхозе.
Служил в Красной Армии с 1933 по 1935 год. 22 сентября 1941 года призван в Красную армию Баландинским райвоенкоматом, с октября 1941 года — на фронтах Великой Отечественной войны. Участвовал в обороне Москвы, Сталинградской и Курской битвах, освобождении Украины, Белоруссии, Польши, боях на территории Германии.
В бою 19 декабря 1942 года, отражая контратаку противника, уничтожил один из 12 танков и 15 солдат. 31 января 1943 награждён орденом Красной Звезды.
Командир отделения роты противотанковых ружей 79-го отдельного гвардейского истребительно-противотанкового дивизиона гвардии старший сержант Корольков 2-3 августа 1944 года под артиллерийско-миномётным обстрелом противника неоднократно переправлял на пароме через реку Висла в районе населённого пункта Кемпа Хотецка бойцов и боеприпасы, обеспечив подразделению выполнение боевой задачи. Приказом командира 77-й гвардейской стрелковой дивизии от 10 августа 1944 года за мужество, проявленное в боях с врагом, гвардии старший сержант Корольков награждён орденом Славы 3-й степени.
14 января 1945 года в бою за город Зволень в числе первых ворвался в траншею противника и гранатой взорвал пулемётный расчёт. Преследуя врага, истребил около десяти фашистов, захватил пулемёт. В начале февраля 1945 года севернее города Франкфурт-на-Одере скрытно проник в расположение противника, подорвал дот гранатами, уничтожив находившихся там противников. Приказом по 69-й армии от 24 февраля 1945 года гвардии старший сержант Корольков награждён орденом Славы 2-й степени.
17 апреля 1945 года гвардии старшина Корольков вместе с тремя бойцами скрытно пробрался к окраине населённого пункта Мальнов, ворвался в дом, подорвал пулемёт с прислугой, захватив пять вражеских солдат. 22 апреля 1945 года при отражении контратаки пехоты автоматным огнём истребил пять солдат и троих взял в плен. 27 апреля 1945 года вместе с отделением, продвигаясь во главе роты, в районе города Шторков Корольков обеспечивал продвижение своего подразделения. В лесу он обнаружил группу противников численностью около пятидесяти человек. Воспользовавшись внезапностью, отделение атаковало противника. В схватке было истреблено тридцать пехотинцев, семнадцать захвачены в плен.
Указом Президиума Верховного Совета СССР от 15 мая 1946 года за мужество, отвагу и героизм, гвардии старшина Корольков Николай Петрович награждён орденом Славы 1-й степени.
В 1945 году демобилизован. Вернулся на родину. Был председателем Ново-Ивановского сельсовета Саратовской области. Жил в городе Калининск. Умер 7 июня 1988 года.

## Награды
- орден Славы 1-й, 2-й[2] и 3-й степеней
- Орден Красной Звезды (31.01.1943)[1]
- Орден Отечественной войны 1-й степени (6.4.1985)[3]
- медали.